# ربو يوكايتشي

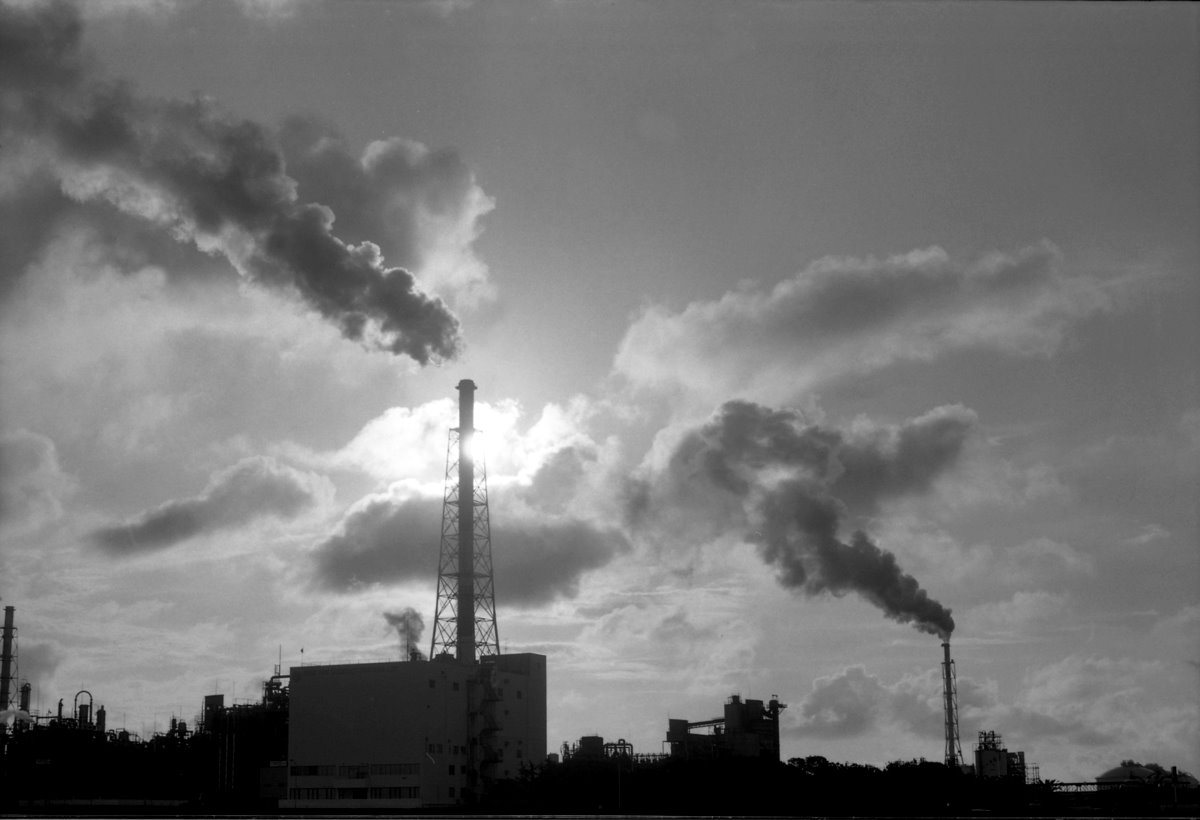
مجمع يوكايتشي

ربو يوكايتشي (بالإنجليزية: Yokkaichi asthma)، هو أحد أمراض التلوث الكبرى الأربعة في اليابان، والذي ظهر في مدينة يوكايتشي في إقليم ماي في اليابان بين عامي 1960 و1972. وقد أدى حرق البترول والنفط الخام إلى إطلاق كميات كبيرة من أكسيد الكبريت، وهو الأمر الذي تسبب في انتشار ضباب دخاني كثيف، مما أدى إلى حدوث حالات شديدة من مرض الانسداد الرئوي المزمن والتهاب الشعب الهوائية المزمن والنفاخ الرئوي والربو القصبي بين السكان المحليين. وكانت المصادر المعروفة بشكل عام لتلوث أكسيد الكبريت هي منشآت معالجة البتروكيماويات ومصافي تكرير النفط التي تم بناؤها في المنطقة بين عامي 1957 و1973.

## السبب
في عام 1955، بدأت وزارة الصناعة والتجارة الدولية في تطبيق سياستها لتحويل مصدر الوقود الأحفوري الأساسي لليابان من الفحم إلى البترول. ولتحقيق هذا الهدف، بدأ بناء مجمع دايتشي للبتروكيماويات في عام 1956. وضم المجمع مصفاة تكرير النفط ومصنع بتروكيماويات ومحطة توليد كهرباء. وكان هذا هو أول مجمع للبتروكيماويات يتم تشييده في اليابان.
وفي عام 1960، سرَّعت حكومة رئيس الوزراء هاياتو إيكيدا من نمو إنتاج البتروكيماويات كجزء من هدفها لمضاعفة الدخل الفردي للمواطنين اليابانيين على مدى فترة 10 سنوات. وفي عام 1960 أيضًا، أعلنت وزارة الصناعة والتجارة الدولية عن إنشاء مجمع ثانٍ في الأراضي المستصلحة في شمال يوكايتشي. وقد دخل المجمع الثاني الخدمة عام 1963. ومع زيادة الطلب على الإيثيلين والبتروكيماويات الأخرى، تم تشييد مجمع ثالث بدأ الإنتاج في عام 1972. وحولت مدينة يوكايتشي إنتاج الطاقة من الفحم إلى النفط بسرعة أكبر من أي مدينة أخرى في اليابان. وكان النفط المستخدم في يوكايتشي يتم استيراده بشكل أساسي من الشرق الأوسط، والذي كان يحتوي على 2% من مادة الكبريت في المركبات التي تحتوي على كبريت، الأمر الذي أدى إلى وجود ضباب دخاني فوق المدينة.

## الأعراض
بعد افتتاح المجمع الأول بفترة قصيرة عام 1956، ارتفعت حالات مرض الانسداد الرئوي المزمن والتهاب الشعب الهوائية المزمن والنفاخ الرئوي والربو القصبي سريعًا بين السكان المحليين. وتم استخدام مداخن أطول، إلا أنها ساهمت في نشر التلوث على نطاق أوسع ولم تساعد في التخفيف من المشاكل الصحية المسجلة.
وأصبحت الأسماك التي يتم صيدها في خليج إيسي ذات مذاق سيئ، الأمر الذي دفع الصيادين إلى تقديم التماس للحكومة لطلب تعويض عن الأسماك غير القابلة للبيع عام 1960.

## إجراءات قانونية
تم رفع دعوى قضائية ضد شركة Showa Yokkaichi Oil وتم إصدار حكم قضائي أولي بشأنها في سبتمبر 1970.
وأظهرت دراسة أجريت عام 2008 من قِبل كلية الدراسات العليا في الطب التابعة لجامعة ماي ومركز العلوم الطبيعية للبحوث الأساسية والتنمية التابع لجامعة هيروشيما ارتفاع في معدل الوفيات من 10 إلى 20 ضعفًا، وذلك نتيجة لمرض الانسداد الرئوي المزمن والربو بين السكان المتضررين مقارنة بباقي السكان في إقليم ماي.
وأثبتت المحاولات الأولية الرامية للتخفيف من حدة المشكلة عن طريق زيادة ارتفاع المداخن لتفريق الملوثات على مساحة أكبر عدم فعاليتها. وفي نهاية المطاف، تم استخدام عملية إزالة الكبريت من الغاز المنبعث من المداخن على نطاق واسع، الأمر الذي أدى إلى تحسن في صحة السكان المحليين.
وتم تحديد حالة ربو يوكايتشي في المناطق التي تشهد تنمية صناعية بشكل سريع في بقية العالم، بما في ذلك مكسيكو سيتي والصين.

## وصلات خارجية
- Yoshiro Hoshino, 1992, "Japan's Post-Second World War environmental problems" Ui ed. Industrial pollution in Japan.
- Atmospheric Pollution Due to Mobile Sources and Effects on Human Health in Japan
- Yoshida et al., 2007, "Epidemiology and Environmental Pollution: A Lesson from Yokkaichi Asthma, Japan" in Willis ed. Progress in Environmental Research.

‌